# Chiruromys
A Chiruromys az emlősök (Mammalia) osztályának a rágcsálók (Rodentia) rendjébe, ezen belül az egérfélék (Muridae) családjába tartozó nem.

## Rendszerezés
A nembe az alábbi 3 faj tartozik:
- Chiruromys forbesi Thomas, 1888 – típusfaj
- Chiruromys lamia Thomas, 1897
- Chiruromys vates Thomas, 1908